# ランチア・LC1
ランチア・LC1は、ランチアが1982年世界耐久選手権参戦用に製作した二座席レーシングカーである。

## 概要
1982年より国際スポーツ法典付則J項の全面改編に伴い、世界耐久選手権は新規定のカテゴリーIIグループC (スポーツカー) で争われることになったが、国際自動車連盟(FIA)は移行措置としてこの年に限り改編前の特殊プロダクションカー (旧A部門第5グループ) と、エンジン排気量を2リットル以下に制限した同二座席レーシングカー (旧B部門第6グループ) の参戦も認めた。ここに着目したランチアは、燃料総量規定のあるグループCでなく、旧二座席レーシングカーで参戦を企図し、この年限りのマシンLC1を投入した。
エンジンはランチア・ベータ・モンテカルロ用の1.4リットル直列4気筒エンジンにターボを装着、当時のFIAのターボ係数1.4により2.0リットル扱いとなった。シャシはジャンパオロ・ダラーラが手がけたアルミニウム製モノコックであった。
リカルド・パトレーゼ、ミケーレ・アルボレートといった一流ドライバーを投入し、ポルシェワークスのポルシェ・956に対抗できるものと期待された。
デビュー戦であるWEC開幕戦モンツァでポールポジション獲得。第2戦シルバーストンでは、このレースがデビュー戦となるポルシェ・956が燃費に悩まされるのを尻目に初優勝を飾り、結局この年はポールポジション2回、優勝3回という記録を残した。富士スピードウェイで開催されたWEC-JAPANにも来日し、2位に入賞しているが、ランチアワークスが来日したのはこれが最初で最後となった。富士のレースでは、日本勢が1975以前の古いマシンで出場する兼ね合いから～Gr.5/75クラスに編入された。
翌1983年からランチアワークスはグループCであるLC2を投入し、LC1は役目を終えた。